# Bílá Studně
Bílá Studně (německy Lichtenbrunn) je malá vesnice, část obce Staré Město v okrese Svitavy. Nachází se asi 1 km na jih od Starého Města. V roce 2009 zde bylo evidováno 14 adres. V roce 2001 zde trvale žilo 32 obyvatel.
Bílá Studně leží v katastrálním území Staré Město u Moravské Třebové o výměře 16,88 km2.

## Historie
Ve druhé polovině 18. století zde byly zřízeny sirné lázně. Prameny sirné vody vyvěraly tektonickým zlomem. Voda byla jímána studnami, z nichž je dnes patrná, ale nefunkční, již jen jedna na západním okraji osady. Lázně zanikly v průběhu druhé světové války.